# Кременчуцька суконна фабрика
Кременчуцька суконна фабрика — неіснуюче зараз підприємство легкої промисловості, що працювало у місті Кременчуці у середині XX століття.
Підприємство було закладене 1 травня 1928 між Квартальною та вулицею Академіка Маслова. Кременчуцька суконна фабрика була найбільшим підприємством легкої промисловості як в УРСР так і у Радянського Союзу. Два роки по тому дала першу продукцію. Проектна потужність 1-ї черги фабрики становила 900 тис. м сукна на рік. У 1934-1935 роках споруджується 2-а черга фабрики, що дозволило довести випуск продукції у 1936 році до 2 млн. 750 тис. м. пальтового і костюмного сукна.
У роки Радянсько-німецької війни суконна фабрика була знищена повністю.
1947 року був створений проект з її відновлення на колишньому місці, проте він не був реалізований. Тимчасово фабрика розташувалася після війни в пристосованих приміщеннях колишньої тютюнової фабрики М. Володарського, а після її закриття виробничі площі передали трикотажній фабриці.
Нині на місці суконної фабрики березова гайка Ювілейного парку.